# Immeuble de la Pohjoismainen Yhdyspankki
L'immeuble de la Pohjoismaiden Yhdyspankki (en finnois : Pohjoismaisen Yhdyspankin talo) est un bâtiment situé dans le quartier de Karhula à Kotka en Finlande.

## Présentation
Construit au début des années 1940, le bâtiment commercial et d'habitation est construit pour la banque Pohjoismaiden Yhdyspankki au lieu-dit Karhunkulma le long de la rue  Karhunkatu.
Conçu par Alvar Aalto, l'édifice est de style fonctionnaliste.
Le bâtiment fait partie de l'environnement industriel de Karhula, une zone qui est classée par le Museovirasto parmi les sites culturels construits d'intérêt national en Finlande.